# Подвязье (Ленинградская область)
Подвя́зье — деревня в Усадищенском сельском поселении Волховского района Ленинградской области.

## История
Деревня Подвязья упоминается на карте Санкт-Петербургской губернии Ф. Ф. Шуберта 1834 года.

ПОДВЕЗЬЕ — деревня принадлежит Казённому ведомству, число жителей по ревизии: 28 м. п., 33 ж. п. (1838 год)

Как деревня Подвязья она отмечена на карте Ф. Ф. Шуберта 1844 года.

ПОДВЕЗЬЕ — деревня Ведомства государственного имущества, по просёлочной дороге, число дворов — 11, число душ — 23 м. п. (1856 год)

ПОДВЯЗЬЕ — деревня казённая при колодце, число дворов — 13, число жителей: 24 м. п., 29 ж. п.; Часовня православная. (1862 год)

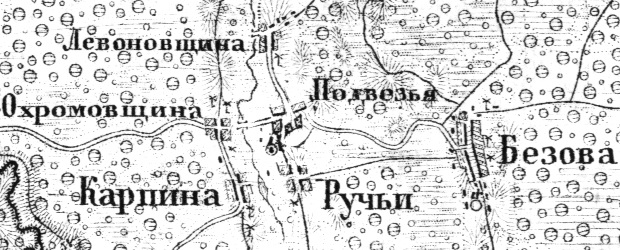
Деревня Подвязье на карте Ф. Ф. Шуберта 1872 года

Согласно карте Ф. Ф. Шуберта 1872 года деревня называлась Подвезья.
Согласно епархиальным сведениям 1899 года деревня Подвязья относилась к приходу Преображенской церкви (ранее Усадище-Спасовской, Михайловского погоста) в селе Заболотье.
В конце XIX — начале XX века деревня называлась Подвязья и административно относилась к Усадище-Спассовской (Усадищской) волости 2-го стана Новоладожского уезда Санкт-Петербургской губернии.
По данным «Памятной книжки Санкт-Петербургской губернии» за 1905 год деревня называлась Подлезье и входила в состав Карпинского сельского общества.
Согласно военно-топографической карте Петроградской и Новгородской губерний издания 1915 года деревня называлась Подвезья.
Согласно данным переписи населения СССР 1926 года в деревне Подвязье Карпинского сельсовета Пролетарской волости Волховского уезда проживали 68 человек — все русские.
Согласно карте Ленинградской области Северо-западного аэрогеодезического треста ГГУ издания 1932 года деревня насчитывала 7 крестьянских дворов, к северу от деревни находилась ветряная мельница.
По данным 1933 года деревня Подвязье входила в состав Карпинского сельсовета Волховского района.
По данным 1966, 1973 и 1990 годов деревня Подвязье входила в состав Усадищенского сельсовета.
В 1997 году в деревне Подвязье Усадищенской волости проживали 95 человек, в 2002 году — 97 человек (русские — 98 %).
В 2007 году в деревне Подвязье Усадищенского СП — 94 человека.

## География
Деревня расположена в южной части района на автодороге 41К-374 (Подвязье — Кроватыни), в месте примыкания её к автодороге 41К-057 (Ульяшево — Подвязье — Мыслино).
Расстояние до административного центра поселения — 5 км.
Расстояние до ближайшей железнодорожной станции Мыслино — 6 км.
Деревня находится на правом берегу реки Елошня.

## Демография
| 1838 | 1862 | 1997 | 2007 | 2010 | 2017 |
| ---- | ---- | ---- | ---- | ---- | ---- |
| 61   | ↘53  | ↗95  | ↘94  | ↗100 | ↗105 |

### Национальный состав
Согласно данным Всероссийской переписи населения 2021 года в деревне проживали 60 человек, из них:
 русские — 4 человека, остальные национальность не указали.